# 木樨园站
木樨园站是一个位于中国北京市东城区永定门外街道永定门外大街、沙子口中路交叉口，属于北京地铁8号线的地铁车站，2018年12月30日随8号线三期通车而投入使用。

## 位置
木樨园站位于南三环内，木樨园桥北侧，沿永定门外大街呈南北向布置。

## 结构
木樨园站为地下车站，岛式站台设计。车站设有5个出入口。

### 车站楼层
| 地面层          | 街道                    | A—C出入口                        |
| 地下一层 站厅层 | 站厅                    | 客务中心、自动售票机、进出站闸机 |
| 地下二层 站台层 |                         | █ 8号线往朱辛庄（永定门外）      |
| 地下二层 站台层 | 岛式站台，左側開门      |                                  |
| 地下二层 站台层 | █ 8号线往瀛海（海户屯） |                                  |

### 车站艺术
本站站厅和楼梯等设有题为《樨园春色》的公共艺术，采用了立体植物和昆虫图案装饰。

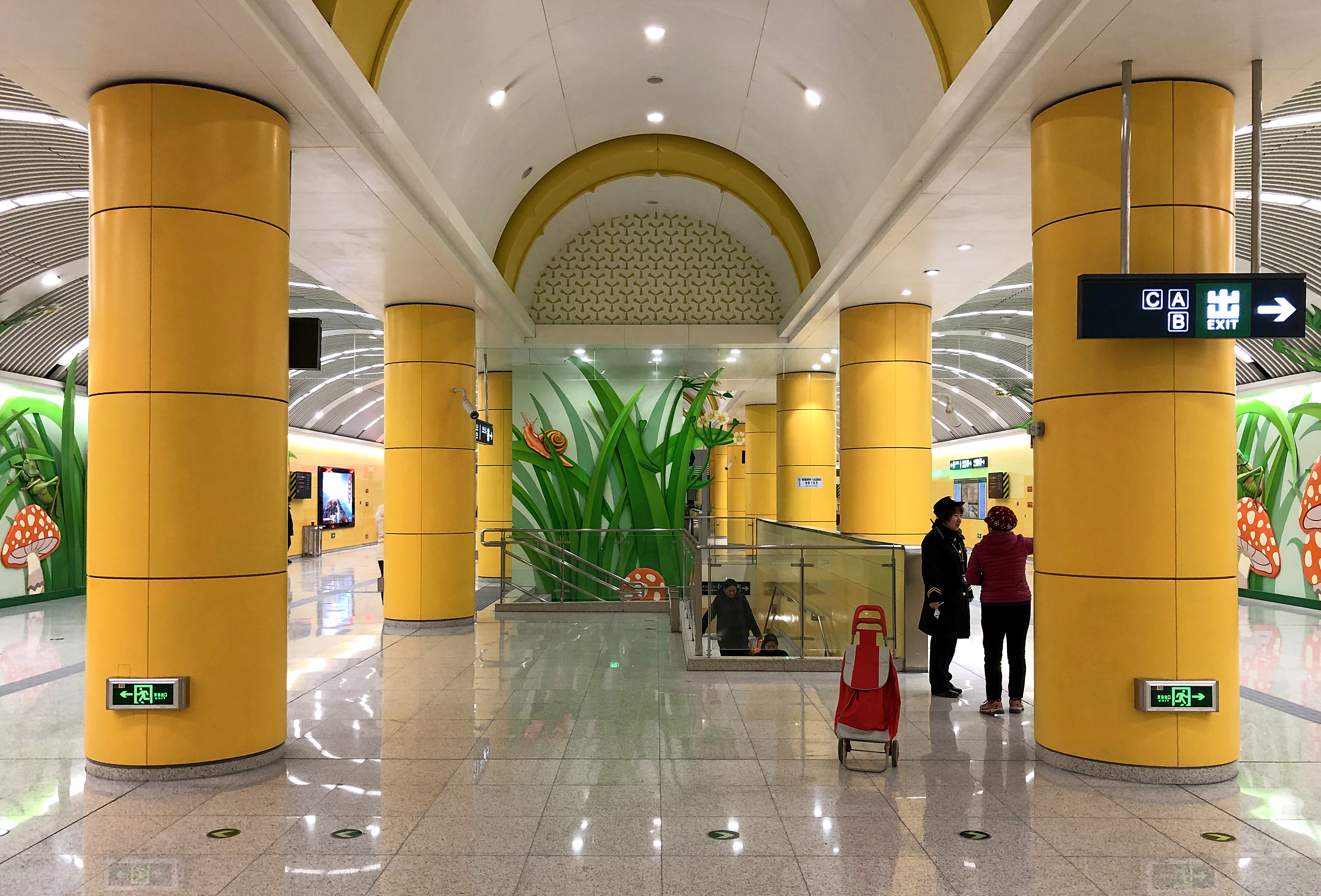
车站大堂（2018年12月摄）
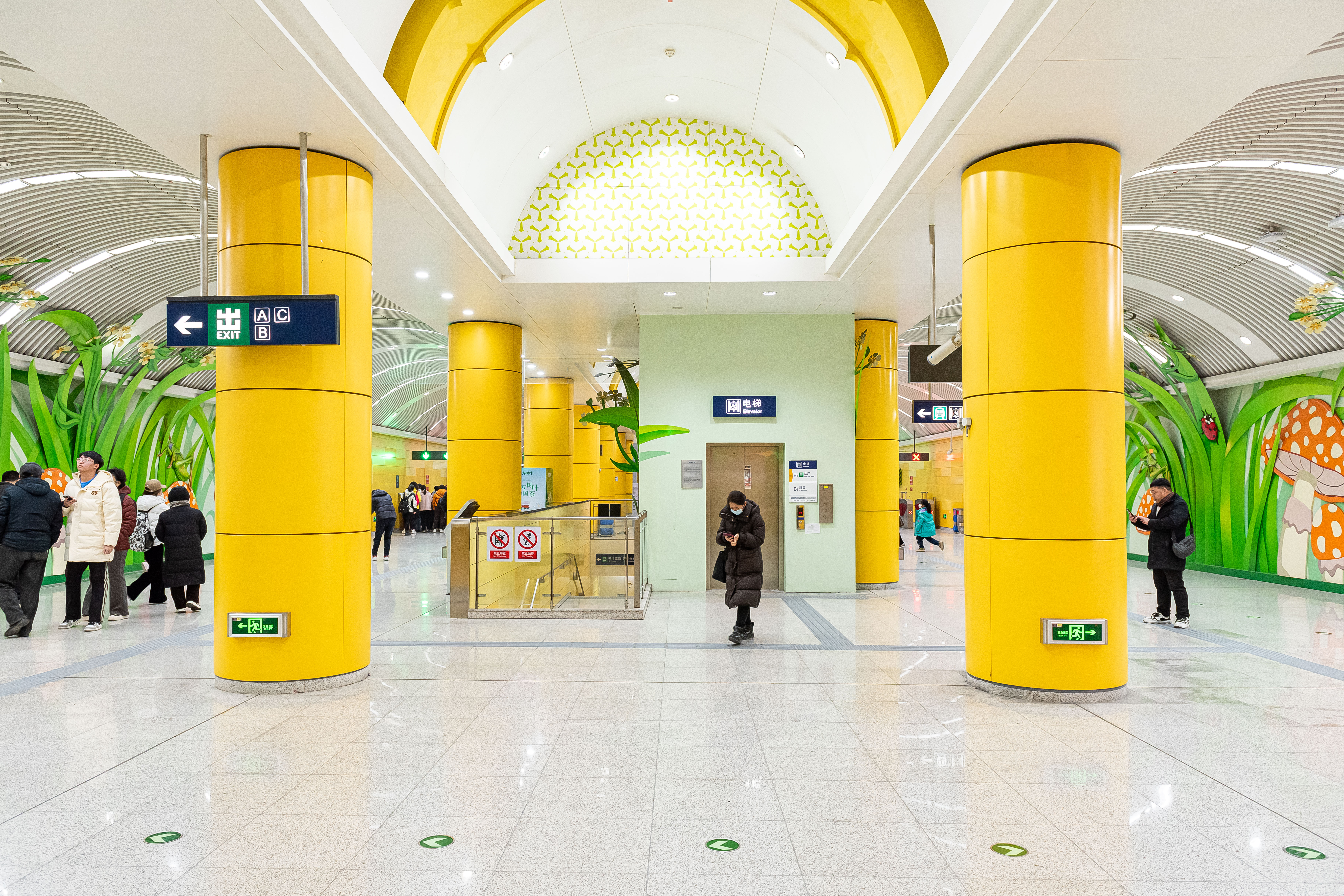
车站大堂（2024年1月摄）

## 出入口
|                           |                      |                  |      |            |
| 编号                      | 指示                 | 建议前往的目的地 | 照片 | 无障碍设施 |
| 出口 · A · 1              |                      | 百荣世贸商城     |      | 不適用     |
| 出口 · A · 2 · 升降机标志 | 永定门外大街（西侧） | 百荣世贸商城     |      |            |
| 出口 · B · 1              | 永定门外大街（东侧） |                  |      | 不適用     |
| 出口 · B · 2 · 升降机标志 | 永定门外大街（东侧） |                  |      |            |
| 出口 · C                  | 南三环中路           |                  |      | 不適用     |
| 註： 設有                 |                      |                  |      |            |